# Zhao Zuo
Zhao Zuo ou Chao Tso ou Tchao Tso, surnom: Wendu est un peintre chinois du XVIIe siècle, originaire de Huating (province du Jiangsu). Il est né vers 1570 et mort en 1633. Sa période d'activité se situe entre 1603 et 1629.

## Biographie
Zhao Zuo est un peintre de paysages et dessinateur. Disciple de Song Xu (1523-1605) de même que Song Maojin, il peint des paysages dans le style de Dong Yuan, de Mi Fu et des maîtres Yuan. Ses scènes de pluie sont particulièrement appréciées. Il est à l'origine de l'École Su-Song.